# Бабинська сільська рада (Зав'яловський район)
Ба́бинська сільська́ ра́да — колишня сільська рада у складі Зав'яловського району Удмуртії, Росія. Адміністративним центром сільради було село Бабино, до 1954 року Козьмодем'янське.
Козьмодем'янська сільрада утворилась 1924 року у складі Бурановської волості Іжевського повіту Вотської АО РРФСР. На той час сільрада мала у своєму складі 12 населений пунктів: Вотські Бісарки, Велика Док'я, Жеребьонки, Коньки, Ожмес-Пурга, Сапарово, Сіманки, Вараксино, Дев'ятово, Мала Док'я та Великий Кетул. 1925 року населені пункти Дев'ятово, Коньки та Сіманки були передані до складу Нікольської сільради.
1929 року сільрада увійшла до складу новоствореного Іжевського району. В 1931 році вона була передана до складу Малопургинського району, а в 1939 році повернута до складу Зав'яловського району. 16 червня 1954 року до Козьмодем'янської сільради була приєднана Нікольсько-Бурановська сільська рада, і після перейменування села Козьмодем'янське у Бабино, сільрада перейменована у Бабинську. В 1958 році до складу сільради була приєднана Бахіловська сільська рада. В період 1963–1965 років сільрада перебувала у складі тимчасово відновленого Іжевського району. 2006 року, після адміністративної реформи сільрада перетворена в Бабинське сільське поселення.